# Werner Janssen (politicus)
Werner Janssen (Heusden, 5 juni 1969) is een Belgisch Vlaams-nationalistisch politicus actief voor de N-VA.

## Levensloop
Janssen studeerde elektromechanica aan het VTI in Beringen. Nadien was hij van 1992 tot 2008 actief als arbeider bij automaterialenproducent Kautex in Tessenderlo. Vervolgens was hij van 2008 tot 2013 projectleider bij het bouwbedrijf HBB. Van 2013 tot 2014 was hij actief als zelfstandig verkoper van spanplafonds.
Politiek geëngageerd, eerst bij de Volksunie en vervolgens bij de N-VA, was hij kandidaat bij de gemeenteraadsverkiezingen van oktober 2006, de Vlaamse verkiezingen van juni 2009 en de federale verkiezingen van juni 2010. Hij was in 2002 medeoprichter van de lokale partijafdeling van de N-VA in Beringen, waarvan hij in 2012 ook de voorzitter was. Janssen werd lid van de nationale partijraad en het arrondissementeel bestuur van N-VA Limburg.
In oktober 2012 werd Janssen bij de gemeenteraadsverkiezingen verkozen als gemeenteraadslid van Beringen. De N-VA voerde in de gemeente oppositie en Janssen werd de fractieleider van de N-VA-fractie. Bij de lokale verkiezingen van oktober 2018 ging zijn partij ruim 9 procent achteruit, maar trad toch toe tot de coalitie die in 2019 aantrad. Janssen werd daarin eerste schepen, bevoegd voor Lokale Economie, Middenstand, Toerisme en Evenementen. Na de gemeenteraadsverkiezingen van oktober 2024 bleef Janssen schepen van Beringen, bevoegd voor Ondernemen, Wonen, Milieu, Duurzaamheid en Dierenwelzijn.
Bij de federale verkiezingen van mei 2014 werd Werner Janssen met 13.532 voorkeurstemmen verkozen als lid van de Kamer van volksvertegenwoordigers voor de kieskring Limburg. Hij was er actief in de commissies Bedrijfsleven en Handels- en Economisch Recht en hield er zich bezig met leefmilieu. Voor de federale verkiezingen van mei 2019 kreeg hij de vijfde plaats aangeboden, wat hem geen nieuw mandaat in de Kamer opleverde.
Werner Janssen woont in de Beringse deelgemeente Koersel. Hij is gehuwd en vader van twee kinderen.